# ピース・オブ・ミー
「ピース・オブ・ミー」（Piece of Me）は、ブリトニー・スピアーズの楽曲。2007年に発表された5thアルバムの『ブラックアウト』に収録されており、翌年アルバムからのセカンド・シングルとして発売された。イギリスやオーストラリアなどで2位、ヨーロッパの国々を中心にトップ10や20に入った。

## 解説
「ピース・オブ・ミー」は「トキシック」でもプロデューサーを務めたスウェーデン人のBloodshy & Avantとして知られるChristian KarlssonとPontus Winnbergの二人組、そして同じくスウェーデン人のKlas Åhlundによって書かれた。曲はブリトニーの私生活を追い続けるメディアやパパラッチに対するアンサーソングとして作られており、ブリトニーはライアン・シークレストとのラジオのインタビューで「あなたがどこに行っても、たくさんの人が質問を投げかけてくるとする。時にはまったく意味のわからないものもあるわ。そんな時、質問はおいといて『You want a piece of me?（私みたいになりたいんでしょ？）』って尋ね返してみるの。それってクールで賢い方法だと思わない？私はとってもかわいい曲だと思うの…好きよ。」と答えている。

## 発売と反応
「ピース・オブ・ミー」は『ブラックアウト』が発売される以前からエンターテインメント・ウィークリー誌やビルボード誌など有力雑誌からも非常に高い評価を受けており、CDが発売される前からラジオで頻繁に流されていた。またCDのジャケット写真をファンより公募し、ファンが作成したモンタージュ写真が実際に使われたことでも話題となった。
批評家からも高い評価を受けており、ローリング・ストーン誌は2007年度の100 Best Songsで本曲を15位に選んだほか、「聞かなければならない曲」の一曲にあげている。またオールミュージックではプロデューサーのBloodshy & Avantに対して、「ゴシップクイーンのために巧妙かつ挑戦的な応援歌作りに挑んだ」と批評している。2024年にはビルボードによる「音楽業界を題材にした史上最も素晴らしい曲100選」の中で9位に選ばれている。

## プロモーション・ビデオ
「ピース・オブ・ミー」のプロモーション・ビデオは2007年11月27日と11月28日の2日間にわたりハリウッドのナイトクラブとレストランで行われ、監督はブリトニーの楽曲「ノット・ア・ガール」(I'm Not a Girl, Not Yet a Woman) や2002年に行われたペプシコーラの世界キャンペーンコマーシャルを手掛けたWayne Ishamが務めた。12月14日にMTVで放送され、iTunesではブリトニーのPVの中で最も人気を集めた一作となった。
このビデオはパパラッチがテーマにされており、ビデオの冒頭も自宅近くで大勢のパパラッチがフラッシュを焚く映像から始まる。ブリトニーは彼らにたいしてわざと尻をみせて踊るなどパパラッチを挑発するような行動をしている。その後ブリトニーとまったく同じ恰好に扮した複数の女性とともにパーティー会場に向かい、トイレでかちあったパパラッチとひと悶着起こしたあとその様子を自宅に帰りゴシップニュースで見る、という構成になっている。また別のシーンでは七色の背景の前で茶色の毛皮のベストに黒いブラジャー、ダメージジーンズを履いて「ピース・オブ・ミー」を歌っている。
このビデオはYouTubeで1億6000万回以上の再生回数を誇り、2008年にロサンゼルスで開催されたMTV Video Music Awardsでは当夜の最優秀賞にあたる「Video Of The Year（最優秀ビデオ賞）」のほかに「Best Female Video（最優秀女性アーティスト賞」と「Best Pop Video（最優秀ポップビデオ賞）」の主要部門三部門の受賞を達成した。
この他にもブリトニーのファンが過去のブリトニーのレッドカーペットでのインタビューやライブ映像などを組み合わせた自主制作プロモーション・ビデオを公開し、ブリトニーサイドに選ばれた一作がMTVで放送されている。

## チャート
| チャート (2007–2008)                     | 最高 順位 |
| ---------------------------------------- | --------- |
| オーストラリア (ARIA)                    | 2         |
| オーストリア (Ö3 Austria Top 40)         | 6         |
| ベルギー (Ultratop 50 Flanders)          | 36        |
| ベルギー (Ultratop 50 Wallonia)          | 36        |
| カナダ (Canadian Hot 100)                | 5         |
| カナダ CHR/Top 40 (Billboard)            | 2         |
| カナダ Hot AC (Billboard)                | 34        |
| チリ (EFE)                               | 2         |
| コスタリカ (EFE)                         | 1         |
| チェコ (Rádio Top 100)                   | 19        |
| デンマーク (Tracklisten)                 | 4         |
| ヨーロッパ (ビルボード)                  | 6         |
| フィンランド (Suomen virallinen lista)   | 8         |
| フランス向けエアプレイ (SNEP)            | 39        |
| ドイツ (GfK Entertainment charts)        | 7         |
| Global Dance Tracks (ビルボード)         | 4         |
| ハンガリー (Dance Top 40)                | 27        |
| ハンガリー (Editors' Choice Top 40)      | 38        |
| アイスランド (Tónlistinn)                | 12        |
| アイルランド (IRMA)                      | 1         |
| イタリア (FIMI)                          | 11        |
| メキシコ (Top 20 – Inglés)               | 20        |
| オランダ (Dutch Top 40 Tipparade)        | 4         |
| オランダ (Single Top 100)                | 41        |
| ニュージーランド (Recorded Music NZ)     | 4         |
| ルーマニア (Romanian Top 100)            | 18        |
| ロシア向けエアプレイ (TopHit)            | 16        |
| スコットランド (Official Charts Company) | 2         |
| スロバキア (Rádio Top 100)               | 10        |
| スウェーデン (Sverigetopplistan)         | 9         |
| スイス (Schweizer Hitparade)             | 19        |
| UK シングルス (OCC)                      | 2         |
| US Billboard Hot 100                     | 18        |
| US Dance Club Songs (Billboard)          | 1         |
| US Pop Airplay (Billboard)               | 28        |

| チャート (2007) | 順位 |
| --------------- | ---- |
| レバノン (NRJ)  | 78   |

| チャート (2008)                       | 順位 |
| ------------------------------------- | ---- |
| オーストラリア (ARIA)                 | 38   |
| オーストリア (Ö3 Austria Top 40)      | 39   |
| ベルギー (Ultratop 50 Wallonia)       | 100  |
| ブラジル (Crowley Broadcast Analysis) | 41   |
| カナダ (Canadian Hot 100)             | 30   |
| CIS (TopHit)                          | 73   |
| ヨーロッパ (Billboard)                | 39   |
| ドイツ (Media Control GfK)            | 59   |
| アイルランド (IRMA)                   | 17   |
| ニュージーランド (RIANZ)              | 28   |
| ロシア向けエアプレイ (TopHit)         | 104  |
| スウェーデン (Sverigetopplistan)      | 68   |
| スイス (Schweizer Hitparade)          | 87   |
| イギリス (OCC)                        | 47   |
| US Billboard Hot 100                  | 83   |
| US Dance Club Play (Billboard)        | 37   |